# Vanggva na
A Vanggva na (hangul: 왕과 나, RR: Wanggwa na), angol címén The King and I, egy dél-koreai történelmi drámasorozat, melyet az SBS csatorna sugárzott 2007-2008-ban. A sorozat mérsékelten volt sikeres, legjobb nézettségi rátája 20% volt. Ennek ellenére az MBC csatorna A korona hercege (이산) című sorozatával való versengés miatt az eredeti 50 epizódos megrendelést 66-ra bővítette a SBS.

## Cselekmény
A sorozat egy eunuch, Kim Csoszon életét mutatja be a Csoszon-dinasztia idején. Szongdzsong király szolgálatába áll, hogy megvédje gyermekkori barátját, Szohvát, aki a király második ágyasa. Bár Csoszon szerelmes régi barátnőjébe, mégsem tehet érte semmit, mivel ő a király asszonya. Végül arra kényszerül, hogy megmérgezze a lányt.

## Szereplők
- O Manszok - Kim Csoszon
- Ku Hjeszon - Jon Szohva királynő
- Ju Szungho - Szongdzsong király
- I Dzsin - Dzsonghjon királynő
- Cson Kvangrjol - Cso Cshigjom
- Cson Inhva - Szohje királynő, Szongdzsong anyja
- Jang Mikjong - Csonghi királynő, Szongdzong nagyanyja
- Cson Hjebin - Szoljong, Cshigjom fogadott testvére
- An Dzsemo - Csong Hanszu, egy eunuch
- Csong Theu - Jonszangun, Szongdzsong király és Dzsonghjon királynő fia

## Díjak
- 2007 SBS　Acting Awards: Legjobb színészi előadás 최우수상 (Cson Kvangrjol)
- 2007 SBS　Acting Awards: Legjobb színészi előadás szappanoperában 연속극부문 연기상 (O Manszok)
- 2007 SBS　Acting Awards: 10s Star Award 10대 스타상 (Cson Kvangrjol)
- 2007 SBS　Acting Awards: Legjobb tini színész 아역상 (Lju Szongho)
- 2007 SBS　Acting Awards: Legjobb tini színész 아역상 (Dzsu Minszu)
- 2007 SBS　Acting Awards: Legjobb tini színész 아역상 (Pak Pojong)
- 2007 SBS　Acting Awards: Best Service Award 공로상 (Szin Ku)
- 2007 SBS　Acting Awards: Új színész 뉴스타상 (Ku Hjeszon)

## Fordítás
Ez a szócikk részben vagy egészben  a   The King and I (TV series) című angol Wikipédia-szócikk fordításán alapul.  Az eredeti cikk szerkesztőit annak laptörténete sorolja fel. Ez a jelzés csupán a megfogalmazás eredetét és a szerzői jogokat jelzi, nem szolgál a cikkben szereplő információk forrásmegjelöléseként.